# 良品計画
株式会社良品計画（りょうひん けいかく 英: RYOHIN KEIKAKU CO.,LTD.）は、無印良品（むじるし りょうひん）やMUJIブランドの小売店舗・商品開発と製造・販売を展開する専門小売企業である。日経平均株価およびJPX日経インデックス400の構成銘柄の一つ。
衣料品、雑貨、食品、家具などを販売する「無印良品」および無印良品のオンラインストア運営のほか、家具・インテリア雑貨を専門に取り扱うIDÉEの展開、新潟県・岐阜県・群馬県でのキャンプ場の運営、株式会社 MUJI HOUSEを通じた住宅の施工および販売、二次流通市場における事業、宿泊施設運営、まちづくりに関する事業、金融・投資に関する事業、教育に関する事業などを手掛けている。かつては旧セゾングループ（西武流通グループ）の一員であった。

## 概要
1970年代、スーパーマーケットをはじめとする量販店各社はプライベートブランド（PB）の開発を推めた。1977年10月に西友は、従来のPB商品を充実させるべく、田中一光、小池一子の提案による「SEIYU LINE」を、PBの総合ブランドして取り扱うことを決定した。
1980年に、SEIYU LINEのPB商品群をプロトタイプとして新たにラインナップを増強して、田中の発案による英語のノーブランドグッズ（no brand goods）を和訳した「無印良品」をブランド名とした。当初のブランド数は食品が31品目、生活雑貨が9品目の40品目で、西友・西武百貨店・ファミリーマート・阪神百貨店のインショップなどで発売した。1983年に青山で開店した路面店は、内装を杉本貴志が手掛けた。当初の広告では、いわゆる「わけあり商品」を安く売るというコンセプトを全面的に打ち出していた。発売当初のキャッチコピー「わけあって、安い。」は小池が考案した。
当時、セゾングループ代表だった堤清二は、「哲学者のジャン・ボードリヤールの『消費社会の神話と構造』などに触発され、商品にブランド名が付くだけで価格が上昇する現象に疑問を持ち、ブランドを与えないことで価格を抑える方が消費者に喜ばれると考えて、無印の企画を立ち上げ、発足当時は「無印良品」を「反体制（アンチブランド）商品」と呼んでいた」と語り、「ノーブランドというブランド」として売り出した。
1989年6月に、西友の100%子会社として株式会社良品計画を設立する。1992年9月に、西友の子会社で休眠状態であった魚力が良品計画を合併し、魚力が良品計画に社名を変更した。
バブル崩壊後も良品計画は成長を続け、1990年代後半からセゾングループ以外のジャスコなどにも商品を供給した。

### シンプル重視へ
2000年代に入ると、ディスカウントストアの台頭などで、衣料品等が不振となり、業績が悪化。2001年に社長に就任した松井忠三は、不採算店舗の閉鎖・縮小・不良在庫処理・全在庫焼却・直営店の1割に当たる赤字店舗閉店・無駄経費徹底削減・人材育成改革・組織体制の抜本的な変更などを断行していった。また、業績悪化の一番の原因であった商品力の回復に向けての取り組みとして、素材を見直し、生産工程での無駄を排除し、包装を簡素化することで質を落とさずに価格を下げ、機能に無関係な工程は全てカットし、商品はシンプルで機能性重視にした。
商品企画力の強化などの業務改革が奏功して、業績は回復した。2015年3 - 8月期の連結営業利益は160億円程度となり、同期における最高益を更新すると報じられた。
セゾングループ解体後は、旧グループ各社との関係は薄れたものの、2006年にファミリーマートと資本提携を締結した。2016年にユニー・ファミリーマートホールディングスが発足すると、ファミリーマートは無印良品の扱いを見直し、2019年1月28日で取扱を終了した。良品計画も、保有していたユニー・ファミリーマート100万株を段階的に売却したとみられる。2020年6月からローソンの首都圏一部店舗で、無印良品の実験販売を開始した。
「MUJI」ロゴはイギリス進出時に開発された。英語圏の人々に発音しやすく、日本語の「無地」に繋がり、英語でも悪い意味にはならないということで決定された。海外で用いるMUJIブランドを、一時期日本国内で「MUJI」ロゴとして商品表記などに配した。のちに、アドバイザリーボードの原研哉らの勧めでMUJIを排したが、「MUJI Card」のほかに東京ミッドタウン、新宿、銀座松坂屋に「Cafe Meal MUJI」がある。2016年春夏から、再び日本国内の無印良品で「MUJI」ロゴを用いる。多角経営は終えているが、現在もカフェやキャンプ場などは経営している。

## 沿革
- 1980年（昭和55年）12月 - 西友ストアー、西武百貨店、ファミリーマートの一部で「無印良品」の発売を開始。
- 1982年（昭和57年） - 提携店へ卸売を開始。
- 1983年（昭和58年） - 青山に直営1号店出店、百貨店インショップ化開始。
- 1983年（昭和58年）10月 - 大阪アメ村三角公園前に関西1号店出店。
- 1984年（昭和59年） - 西友でもインショップ化開始。
- 1989年（平成元年）6月 - 西友から独立、（旧）株式会社良品計画を設立。
- 1990年（平成2年）3月 - 西友から「無印良品」の営業権を譲り受ける。
- 1991年（平成3年）7月 - ロンドンに海外1号店出店。
- 1992年（平成4年）9月 - 休眠会社の株式会社魚力が（旧）株式会社良品計画を吸収合併し、（2代目）株式会社良品計画に商号変更（いわゆる株式額面変更目的の合併）。
- 1995年（平成7年）8月 - 店頭 (JASDAQ) 公開。
- 1996年（平成8年）3月 - 花卉販売店舗の花良をスタート。
- 1998年（平成10年）12月 - 東京証券取引所第二部上場。
- 2000年（平成12年）8月 - 東京証券取引所第一部に指定変え。
- 2003年（平成15年） - 織部賞を受賞。
- 2006年（平成18年）8月 - 家具製造販売のイデー（IDÉE）の事業を譲り受け、子会社として株式会社ニューイデー（9月に株式会社イデーに改称）を設立。
- 2007年（平成19年）11月 - ニューヨークのソーホー地区にアメリカ第1号店を出店。
- 2011年（平成23年）12月27日 - 連結子会社であった花良品を解散[33]。
- 2019年（平成31年）
  - 1月28日 - ファミリーマートでの無印良品の商品取り扱いが終了[34]。
  - 4月4日 - 銀座にホテル「MUJI HOTEL GINZA」を開業[35][36]。
  - 4月20日-無印良品初のロードサイド店舗「野々市明倫通り」がオープン[37]。
- 2020年（令和2年）
  - 6月 - ローソンの一部店舗で無印良品の商品の取り扱いを開始[38]。
  - 7月 - アメリカ子会社MUJI U.S.A. Limitedの連邦倒産法第11章適用を申請（民事再生申し立て）[39]。
- 2022年（令和4年）
  - 4月27日 - 無印良品の商品を取り扱っているローソンの店舗を2023年までにほぼ全店にあたる14,000店に拡大することを発表[40]。
  - 9月、10月 -500円以下の商品を中心に取り扱う新業態の店舗「無印良品 500」がスタート[41]。
- 2023年（令和5年）
  - 7月26日 - 本社を文京区後楽の住友不動産飯田橋ファーストビルに移転し、本社ビルを売却することを発表した[42][43]。
- 2024年（令和6年）
  - 1月28日 - 本社ビル1階の「MUJIcom 東池袋」を閉店。
  - 1月30日 - 本社移転に伴い、お客様相談室を文京区後楽の日教販ビルに移転[44]。
  - 2月1日 - 本社を文京区後楽の住友不動産飯田橋ファーストビルに移転[2]。
  - 2月5日 - 連結子会社のMUJI HOUSEを文京区後楽の住友不動産飯田橋ファーストビルに移転。

## 関連子会社
- 2020年8月31日現在[45]。

### 連結子会社
- RYOHIN KEIKAKU EUROPE LTD.（ロンドン）
- RYOHIN KEIKAKU FRANCE S.A.S.（パリ）
- 株式会社MUJI HOUSE（東京都）
- MUJI（HONG KONG）CO.,LTD.（香港）
- MUJI（SINGAPORE）PRIVATE LTD.（シンガポール）
- MUJI ITALIA S.p.A.（ミラノ）
- MUJI Korea Co.,Ltd.（ソウル）
- 無印良品（上海）商業有限公司（上海）
- MUJI Deutschland GmbH（デュッセルドルフ）

- MUJI Global Sourcing Private Limited（シンガポール）
- MUJI U.S.A. Limited（ニューヨーク）
- MUJI EUROPE HOLDINGS LIMITED（ロンドン）
- 愛姆吉斯（上海）貿易有限公司（上海）
- MUJI（MALAYSIA）SDN.BHD.（クアラルンプール）
- MUJI Retail（Thailand） Co.,Ltd.（バンコク）
- MUJI RETAIL（AUSTRALIA）PTY LTD（メルボルン）
- 台湾無印良品股份有限公司（台北）
- MUJI CANADA LIMITED（トロント）

## 店舗
店舗数は、国内・海外を合わせ計1364店舗（2024年8月期末）。
国内の全47都道府県に出店しているが、都道府県庁所在地のうち、甲府市（山梨県）にだけは出店していない。奈良市、和歌山市、徳島市は一時期出店していなかったが、後に再出店している。大津市は無印良品の家展示場のみ営業している。
各店舗の面積やラインナップは様々であり、面積：200坪 - 1870坪の「無印良品」、面積：30坪 - 80坪の小型店「MUJIcom」、500円以下の商品を中心に取り扱う「無印良品 500」、空港を中心に展開する「MUJI to GO」のほか、カフェ「Café&Meal MUJI」などがある。日本国内では、セゾングループであった関係から西武、西友、パルコなどへ出店も多いが、イオンモール、ららぽーと、アリオ、ルミネ、アピタ、丸井、平和堂など様々な商業施設にテナントとして入居する。
2019年4月に無印良品有楽町から移転した無印良品銀座は、MUJI HOTEL GINZAのほかMUJI Dinerを併設し、世界最大級の無印良品の旗艦店である。
2022年4月22日に、広島市のアルパーク西棟に新装開店した無印良品広島アルパークは、約1,870坪の店舗面積で世界最大の無印良品である。
2023年11月23日に開店した無印良品ヨシヅヤ可児には、可児市立図書館の分館として「市立カニミライブ図書館」が併設されている。無印良品の店舗内に図書館が併設されるのは、無印良品ヨシヅヤ可児が全国で初めてである。独自の図書分類法が採用されていること、カフェスペースが併設されていること、無印良品の店舗との隔てが無いことなどが特徴である。
2024年3月12日に、長崎県対馬市に全国ではじめて離島の直営店を出店した。

### 過去に存在した店舗

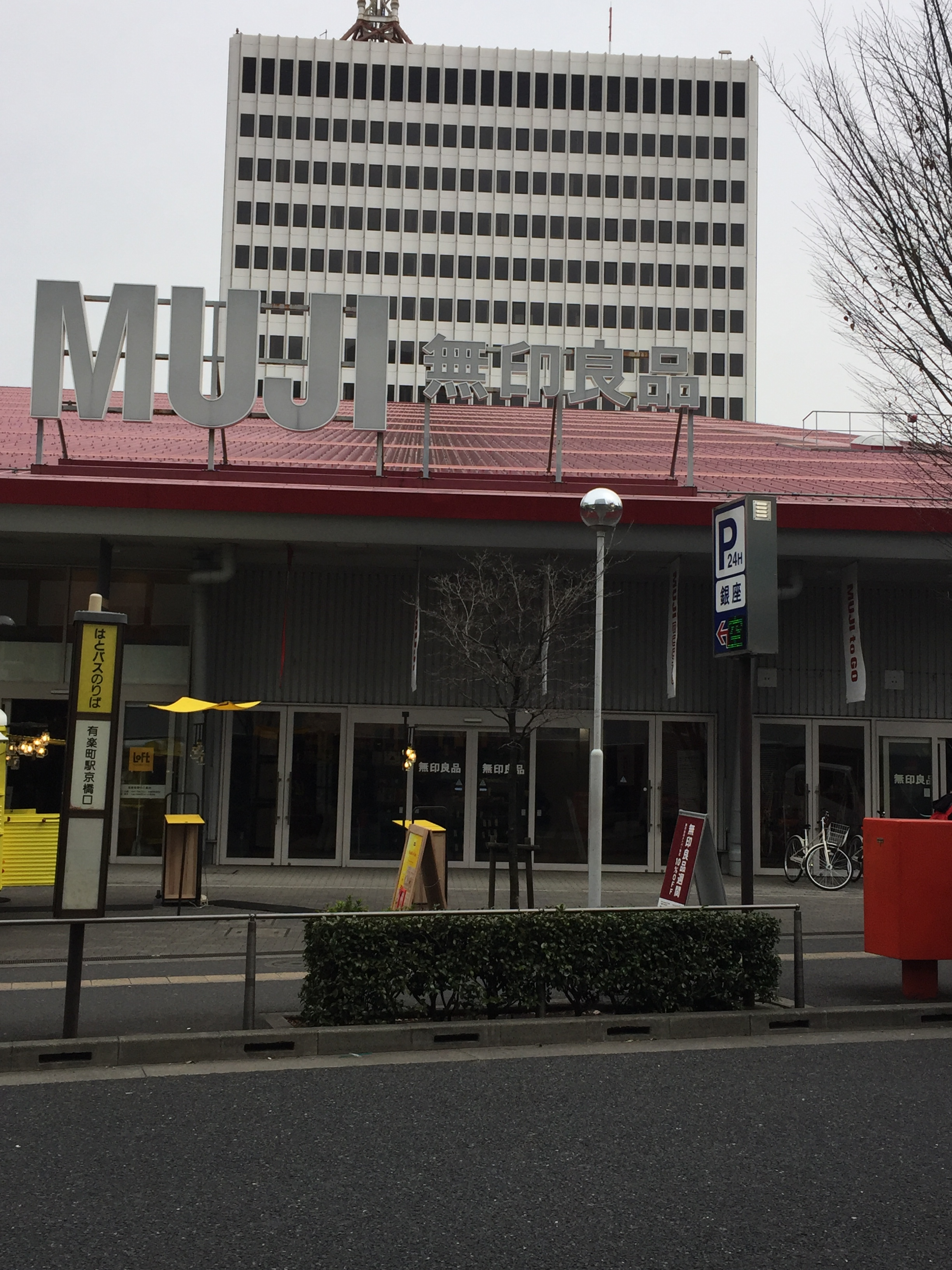
無印良品有楽町（日本・2018年12月閉店）
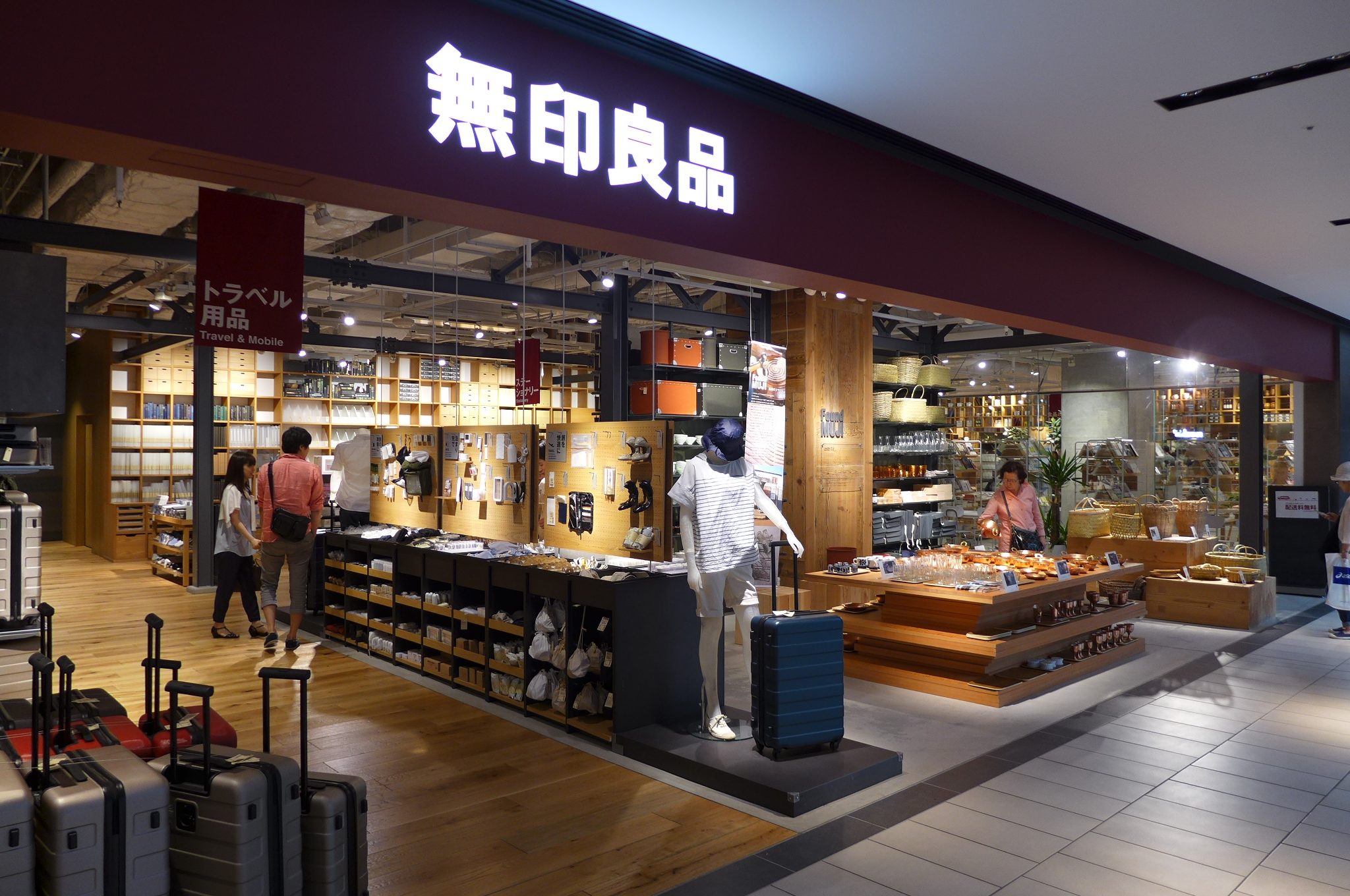
無印良品グランフロント大阪（日本）
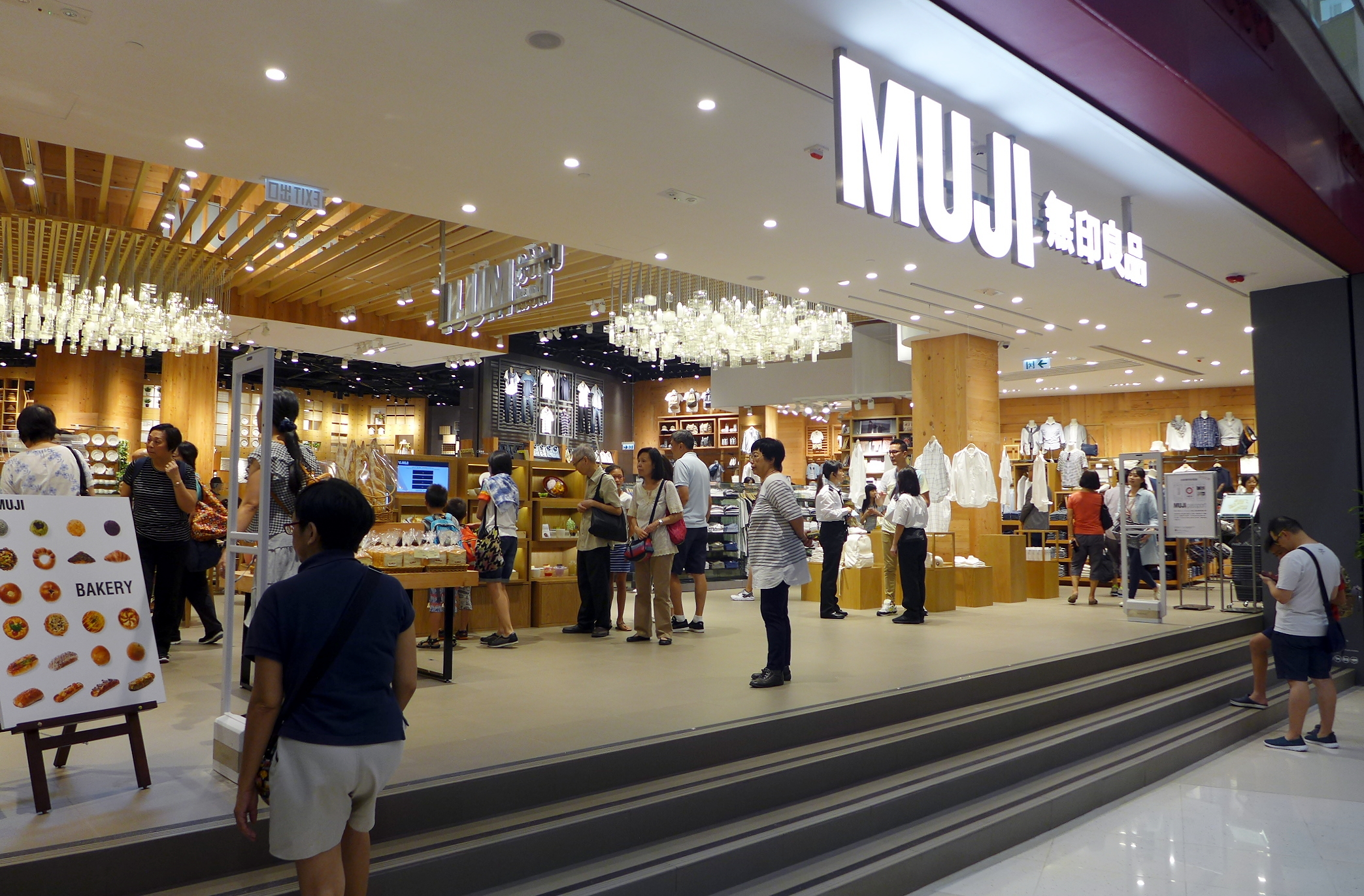
MUJI大角咀（ダイコクスイ）奥海城（香港）
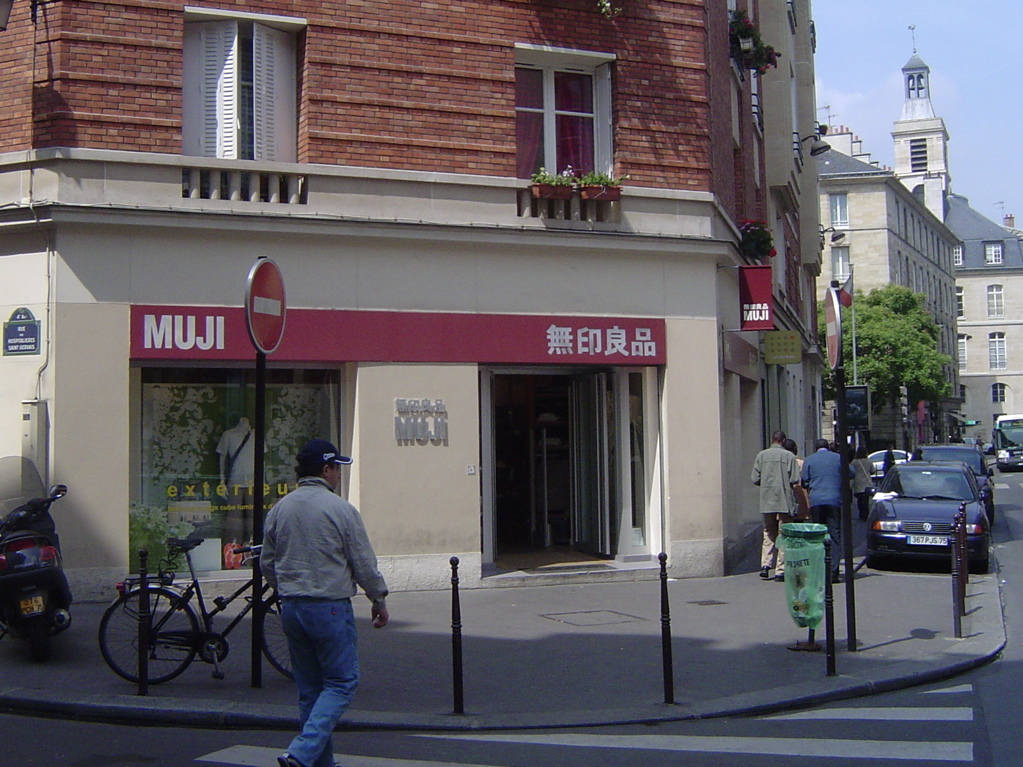
MUJIパリ
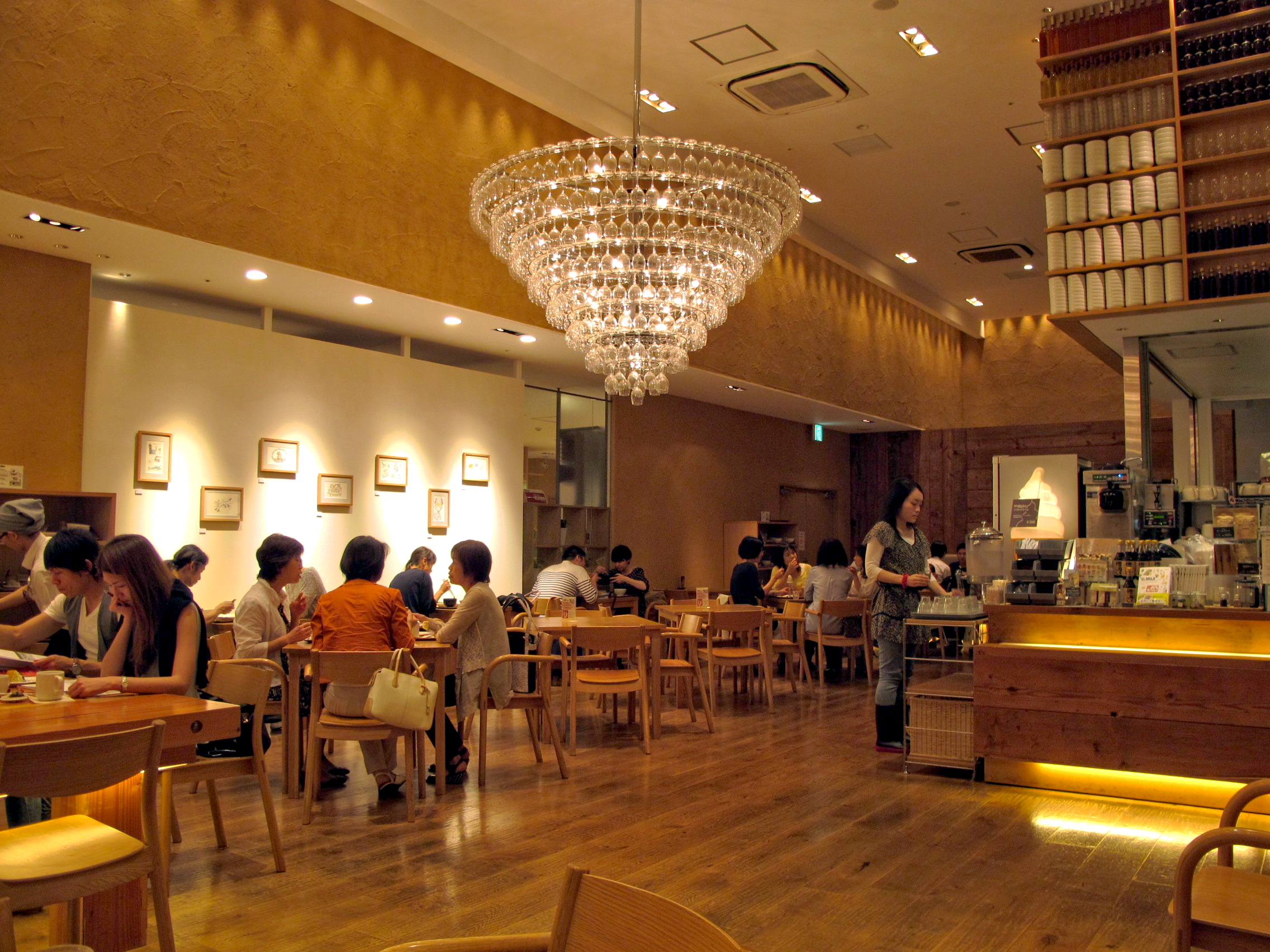
日本 東京新宿 Café&Meal MUJI
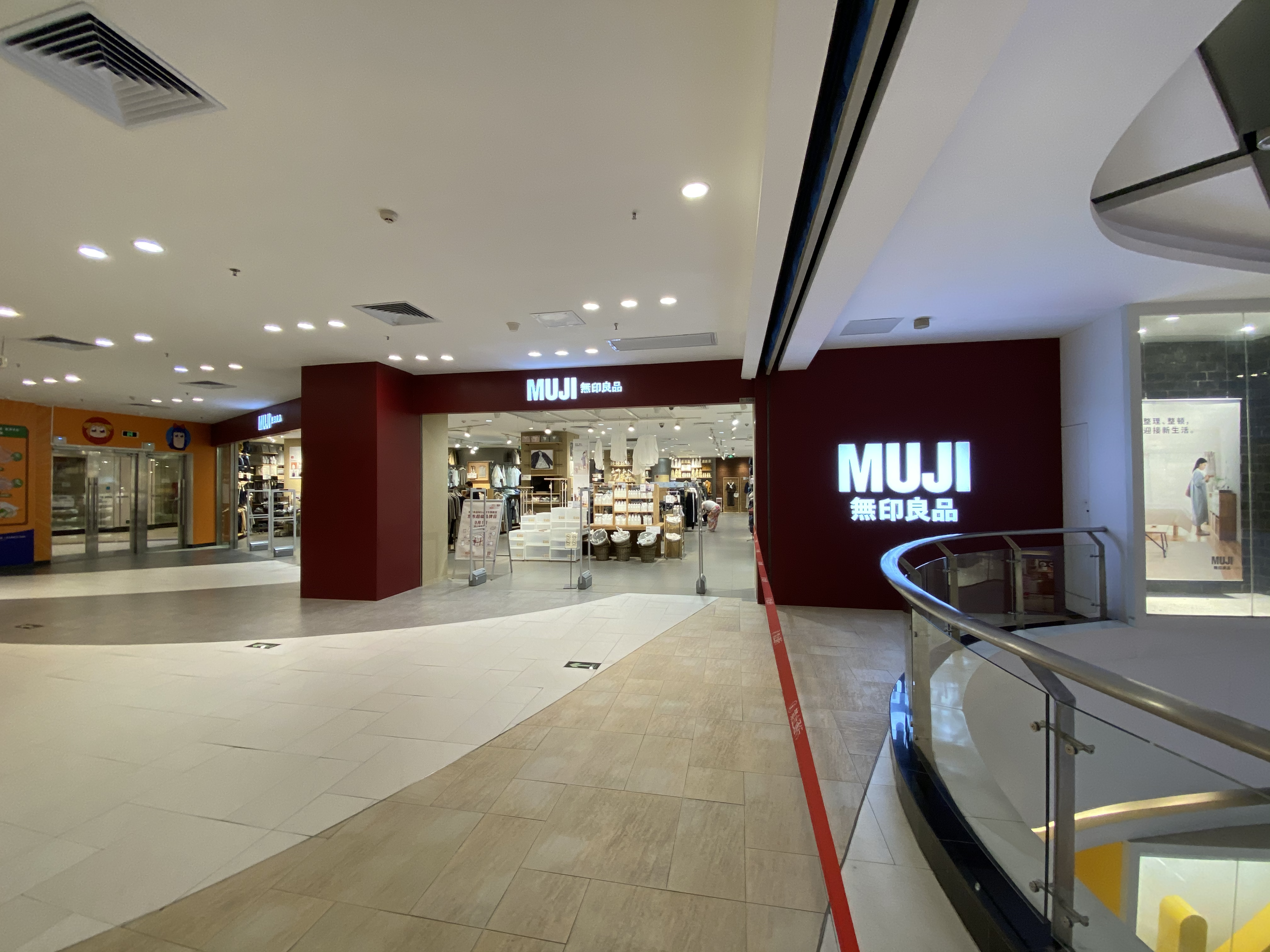
中国大陸 広州 东方宝泰（POPARK）

この他、津南（新潟県津南町）・南乗鞍（岐阜県高山市）・カンパーニャ嬬恋（群馬県嬬恋村）の3か所の「無印良品キャンプ場」を経営している。

## 製品
- 製品デザインには様々な著名デザイナーが関わっている。プロダクトデザインに深澤直人[56]、エンツォ・マーリ[57]、サム・ヘクト、アズミズ、ジャスパー・モリソン[58]、ファッションデザインに永澤陽一（1992年 - 2002年）[59]、山本耀司・植原邦雄（2002年 - 2005年）[60]、無印の家プロジェクトに建築家の北山恒や難波和彦などである[61]。
- 全体のアートディレクションは田中一光に代わり、アドバイザリーボードが担当する。広告のアートディレクションはグラフィックデザイナーの原研哉が務める[62]。
  - アドバイザリーボードメンバー
    - 小池一子
    - 原研哉
    - 深澤直人
    - 須藤玲子

  - 過去のアドバイザリーボードメンバー
    - 麹谷宏
    - 杉本貴志
    - 天野勝
- 家具の世界的な見本市ミラノサローネにも出展している。
- 2006年（平成18年）からデザインコンペティションMUJI AWARDを主催している。

## 情報システム
良品計画では、社内で使用する情報処理システムの内製化を進めている。当初は、一般の企業と同じく、全て業者へアウトソーシングしていたが、仕様を策定している間にニーズが変化して、活用されないことがあった。システムの自社開発を計画したが、開発経験を有する担当者がおらず、シェルスクリプト (Bash) で開発し、データ自体もデータベース管理ソフトではなく、単なるテキストファイルで管理するユニケージ開発手法を採用した。これにより、25万件の商品データを約2秒で全件検索可能な、軽量で高速なシステムが誕生した。更新に伴うメンテナンスのため、2019年12月31日にシステムを停止して2020年1月1日に再開する予定であったが、「使用に耐えうる表示速度が満たせず」およそ一か月間停止した。。

## 不正・訴訟
- 定番商品のポリプロピレン製収納ケースを無印から受託製造しているリス株式会社は、類似商品を販売する株式会社伸和を不正競争行為として告訴したが、「独創性は認められない」と無印が敗訴した。

- 無印良品は、株式会社カインズが定番商品のユニットシェルフに類似した商品を販売していることは不正競争行為であるとして当該商品の販売差し止めを求めて訴訟し、2017年（平成29年）8月に勝訴した。カインズは控訴したが2018年3月の2審で棄却された。
- 2018年4月25日、消費者庁は無印良品のソファカバーについて、景品表示法違反（優良誤認）で再発防止などを求める措置命令を出した。生地の調達先を変更した際に、社内で情報共有されていなかった[65]。

## 中華人民共和国での訴訟
- 2005年7月、中華人民共和国での1号店を上海市に開店したが、中国香港の企業・盛能投資有限公司が、被服履物について「無印良品」「MUJI」の商標を1994年（平成6年）に先行登録しており、当初は中国大陸での衣料品の販売ができなかった。同年12月に商標登録の無効の訴えが認められた。
- 2017年12月、中華人民共和国の『無印良品』が、権利侵害で損害賠償を求める訴訟を起こした。のちに第1審判決で、主張が一部認められる。
- 2018年11月、中華人民共和国の『無印良品』が、日本の『無印良品』を権利侵害で提訴した。上海市中級人民法院は、日本の『無印良品』の敗訴判決を出した。日本の『無印良品』は、判決に不服として控訴し、係争中である[66]。

## MUJIGRAM
MUJIGRAM（ムジグラム）は、無印良品の社員・アルバイト用の業務マニュアルのことである。このMUJIGRAMは全13冊、併せて1683ページにも及ぶ膨大なマニュアルであり、レジ業務から経理、労務、配車などあらゆる業務を網羅している。
これは、売上が著しく下落した2000年（平成12年）度に、当時社長を務めていた松井忠三（現・名誉顧問）が自ら作成した。新人でもわかる記述を重視し、図や写真をふんだんに使い、書類の書き方も非常に詳細かつ簡潔に書かれている。
2013年に、松井の著書『無印良品は、仕組みが9割 仕事はシンプルにやりなさい』や、テレビ番組『日経スペシャル カンブリア宮殿』でMUJIGRAMが紹介された。
MUJIGRAM全13巻の内訳
- 売り場に立つ前に
- レジ業務
- 承り
- 配送／自転車
- 売り場作り
- 商品管理
- 経理
- 労務管理
- 危機管理
- 出店準備
- 店舗マネジメント
- 店舗システム
- ファイリング

## テレビ番組
- 日経スペシャル ガイアの夜明け （テレビ東京系列）
  - ニッポン式 世界に挑む（2005年12月27日）[69]。- 海外進出を取材。
  - 無印良品、その舞台裏（2025年5月16日）[70]。 - 新商品開発を取材。
- 日経スペシャル カンブリア宮殿 『経営にまぐれなし!成果を出す仕組みのつくり方』 ～赤字38億円からの経営改革の全貌!～（2013年9月19日、テレビ東京）- 良品計画 会長（当時） 松井忠三出演[71]。

## 書籍

### 関連書籍
- 『セゾンの歴史 下巻 変革のダイナミズム』（編集:由井常彦）（1991年6月30日、リブロポート）ISBN 4845706253
- 『「無印良品」のモノづくり発想 5年で経常利益28倍元気企業が巻き起こす製販革命』（著者:流通企業研究会）（1996年1月25日、オーエス出版）ISBN 9784871904308
- 『無印良品VSユニクロ 小売りを塗り替えるSPA戦略のすべて』（著者:溝上幸伸）（2000年9月9日、ぱる出版）ISBN 9784893867988
- 『どうしてもユニクロに勝てない無印良品』（著者:西村秀幸）（2001年5月10日、エール出版社）ISBN 9784753920785
- 『ブランド力』（著者:山田敦郎 グラムコ・ブランドマーク研究班）（2002年9月10日、中央公論新社）ISBN 4-12-003310-4
- 『無印良品の秘密!?』（著者:マガジンハウス）（2003年4月30日、マガジンハウス）ISBN 9784838783946
- 『デザインのデザイン』（著者:原研哉）（2003年12月25日、岩波書店）ISBN 4000240056
- 『無印良品ゴージャス!!』（著者:マガジンハウス）（2004年2月27日、マガジンハウス）ISBN 9784838784295
- 『無印良品のふしぎ』（著者:鵜久森徹）（2006年3月1日、ピエ・ブックス）ISBN 9784894445239
- 『無印良品を復活させたしまむら商法 体質を激変させる究極の「ムダ取り」の真髄』（著者:梛野順三）（2006年11月10日、ぱる出版）ISBN 9784827202892
- 『無印良品の「改革」 なぜ無印良品は蘇ったのか』（著者:渡辺米英）（2006年12月15日、商業界）ISBN 9784785503055
- 『家 良い家の作り方』（著者:無印良品）（2008年3月22日、良品計画）ISBN 9784887522145
- 『無印ニッポン 20世紀消費社会の終焉』（著者:堤清二 三浦展）（2009年7月25日、中央公論新社）ISBN 9784121020130
- 『無印良品が大切にしているたった一つの考え方』（著者:国友隆一）（2009年10月27日、ぱる出版）ISBN 9784827205145
- 『セゾンの挫折と再生 Series SAISON 2』（著者:由井常彦 田付茉莉子 伊藤修）（2010年3月31日、山愛書院）ISBN 4434143131
- 『MUJI 無印良品』（編集:日本デザインセンター原デザイン研究所）（2010年10月26日、良品計画/DNPアートコミュニケーションズ）ISBN 9784887522343 - 無印良品誕生30周年記念出版。無印良品の歴史、広告、商品開発のこだわりやワケ、著名人のエッセイや対談を収録。
- 『思想としての「無印良品」 時代と消費と日本と』（著者:国友隆一）（2011年6月1日、千倉書房）ISBN 9784805109700
- 『無印良品 世界戦略と経営改革』（著者:渡辺米英）（2012年2月14日、商業界）ISBN 9784785504182
- 『MUJI いちばん新しい無印良品』（著者:マガジンハウス）（2012年6月14日、マガジンハウス）ISBN 9784838787449
- 『楽しくしまってスッキリ暮らす「無印良品」で覚える収納のコツ』（監修:すはらひろこ）（2012年6月22日、ユーキャン学び出版/自由国民社）ISBN 9784426603861
- 『「無印良品の家」に会いに。』（著者:原研哉）（2013年2月14日、マガジンハウス）ISBN 9784838725212
- 『無印良品最強バイブル』（著者:晋遊舎）（2013年4月1日、晋遊舎）ISBN 9784863917149
- 『賢人のアピール術 人の目にとまる、印象に残る自己表現。また会いたいと思われる人になれ！』（著者:松井忠三 窪山哲雄 小笠原敬承斎 川田修 村上憲郎）（2013年4月26日、幻冬舎）ISBN 9784344902664
- 『無印良品は、仕組みが9割 仕事はシンプルにやりなさい』（著者:松井忠三）（2013年7月11日、角川書店）ISBN 9784041104996
  - 『図解 無印良品は、仕組みが9割 仕事はシンプルにやりなさい』（著者:松井忠三）（2015年3月2日、角川書店）ISBN 9784041025376
- 『無印良品とみんなで考える住まいのかたち。 無印良品が10万人に聞きました。』（編集:みんなで考える住まいのかたち研究会 土谷貞雄）（2013年12月28日、エクスナレッジ）ISBN 9784767816548
- 『無印良品の「あれ」は決して安くないのになぜ飛ぶように売れるのか？ 100億円の価値を生み出す凄いコンセプトのつくり方』（著者:江上隆夫）（2014年2月24日、SBクリエイティブ）ISBN 9784797373288
- 『「無印良品」ですっきり片づけるデスク整理法』（著者:柳沢小実）（2014年3月7日、宝島社）ISBN 9784800223173
- 『無印良品の、人の育て方 いいサラリーマンは、会社を滅ぼす』（著者:松井忠三）（2014年7月11日、角川書店）ISBN 9784041015209
- 『無印良品の便利帖』（著者:晋遊舎）（2014年8月20日、晋遊舎）ISBN 9784801800342
- 『もっと知りたい無印良品の収納』（著者:本多さおり）（2014年9月3日、KADOKAWA）ISBN 9784040669687
- 『無印良品のデザイン』（編者:日経デザイン）（2015年5月1日、日経BPマーケティング）ISBN 9784822235000
- 『覚悟さえ決めれば、たいていのことはできる』（著者:松井忠三）（2015年5月1日、サンマーク出版）ISBN 9784763134592
- 『素手時然』（著者:良品計画）（2015年6月1日、平凡社）ISBN 9784582824759 - 無印良品の目指す生活像を語るコンセプトブック
- 『無印良品が、世界でも勝てる理由 世界に“グローバル・マーケット"は、ない』（著者:松井忠三）（2015年11月14日、角川書店）ISBN 9784041029718
- 『無印良品とはじめるミニマリスト生活』（著者:やまぐちせいこ）（2016年2月1日、KADOKAWA）ISBN 9784046014719
- 『無印良品の整理収納 家族みんなが使いやすくて片づけやすい』（著者:梶ヶ谷陽子）（2016年2月1日、マイナビ出版）ISBN 9784839957889
- 『すっきり暮らす、無印良品の収納』（著者:扶桑社）（2016年2月22日、扶桑社）ISBN 9784594610531
- 『ミニマルに暮らす with 無印良品』（著者:みしぇる）（2016年3月5日、SBクリエイティブ）ISBN 9784797386745
- 『無印良品ベストランキング 使って納得！MUJIの本当に良いモノだけ集めました』（著者:晋遊舎）（2016年4月27日、晋遊舎）ISBN 9784801804661
- 『ぜんぶ、無印良品で暮らしています。 「無印良品の家」大使の住まいレポート』（著者:藤田あみい）（2016年5月1日、KADOKAWA）ISBN 9784040684291
- 『無印良品のデザイン(2)』（編者:日経デザイン）（2016年6月1日、日経BP社）ISBN 9784822235123
- 『MUJI式 世界で愛されるマーケティング 無印良品』（著者:増田明子）（2016年11月1日、日経BP社）ISBN 9784822251963
- 『ママムジラーの長く使えるずっと愛せる「無印良品」探し』（著者:mujikko）（2016年11月1日、主婦の友社）ISBN 9784074192656
- 『無印良品で片づく部屋のつくり方 シンプルに暮らす』（著者:すはらひろこ）（2017年5月1日、エクスナレッジ）ISBN 9784767823386
- 『「無印良品」この使い方がすごい！』（著者:主婦の友社）（2017年9月1日、主婦の友社）ISBN 9784074252022
- 『無印良品のPDCA 一冊の手帳で常勝経営を仕組み化する！』（著者:松井忠三）（2017年11月24日、毎日新聞出版）ISBN 9784620324746
- 『無印良品の業務標準化委員会 働く人が仕事を変え、オフィスを変え、会社を変える』（著者:良品計画）（2017年12月5日、誠文堂新光社）ISBN 9784416917763
- 『MUJIが生まれる「思考」と「言葉」』（著者:良品計画）（2018年7月20日、KADOKAWA）ISBN 9784046022691
- 『おいしい無印良品。』（編者:ジー・ビー）（2019年7月24日、ジー・ビー）ISBN 9784906993734
- 『無印良品ではじめる 新しい習慣』（著者:水谷妙子）（2021年7月14日、扶桑社）ISBN 9784594088736
- 『無印良品の教え「仕組み」を武器にする経営』（著者:松井忠三）（2021年10月8日、角川書店）ISBN 9784040824116
- 『無印良品の社員だけが知っている無印良品の「隠れ定番」』（編者:「心地よい暮らし」プロジェクト）（2022年6月1日、角川書店）ISBN 9784041094884
- 『無印良品と365日』（著者:本多さおり(）（2024年3月16日、大和書房）ISBN 9784479786016